# Płaszczyńcowate

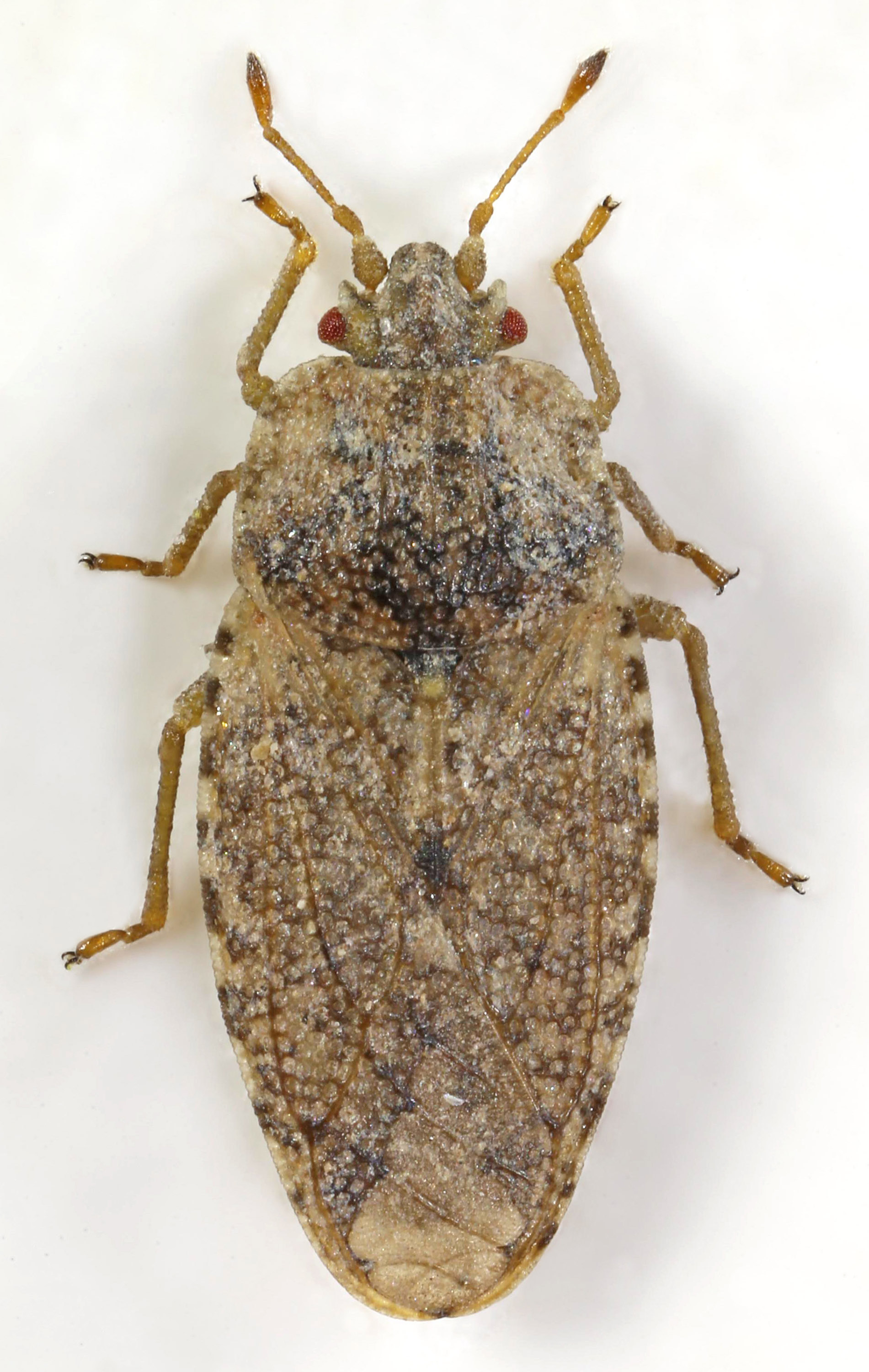
Płaszczyniec burakowy

Płaszczyńcowate (Piesmatidae) – rodzina owadów z rzędu pluskwiaków i podrzędu różnoskrzydłych, obejmująca około 40 gatunków występujących we wszystkich krainach zoogeograficznych, ale najliczniej w Holarktyce i Australii. Mają ciało długości od 1,25 do 4 mm o oczkowatej rzeźbie. Odżywiają się ssąc soki roślin. W zapisie kopalnym znane są od eocenu.

## Wygląd
Pluskwiaki niewielkich rozmiarów, o ciele długości od 1,25 do 4 mm, ubarwionym w odcieniach szarości, żółcieni i brązu. Powierzchnię ciała rozlegle pokrywa drobno siateczkowata rzeźba, tworząca oczka (areole). Głowa jest dość krótka, słabiej lub silniej poprzeczna. Oczy złożone osadzone są z tyłu głowy, często sięgając okolicy przedniego brzegu przedplecza. Formy długoskrzydłe mają dobrze wykształcone, szeroko rozstawione przyoczka, podczas gdy u form o skrzydłach skróconych są one zredukowane, niekiedy zupełnie niewidoczne. Stosunkowo krótkie, czteroczłonowe czułki mają krótkie i grube dwa pierwsze człony, wydłużony i walcowaty człon trzeci oraz krótszy od niego, wrzecionowaty człon czwarty. Policzki przedłużone są po bokach nadustka w wyrostki policzkowe. Krótką kłujkę budują cztery człony, z których pierwszy i ostatni są najdłuższe. Długie, równoległe, oczkowato rzeźbione bukule obecne są u nasady kłujki.
Przedplecze jest w zarysie niemal prostokątne i nie formuje kołnierza wokół szyi. Jego powierzchnią biegną 2, 3 lub 5 podłużnych żeberek; brak jest ich jedynie u wymarłego rodzaju Eopiesma. Boki przedplecza są blaszkowato rozszerzone w paranota. Tył przedplecza jest u form długoskrzydłych wypukły, a u pozostałych skrócony. Na propleurach, poniżej paranotów występują dobrze widoczne jamki, które przypuszczalnie służą za punkty przyczepu mięśni przedniej pary odnóży. Na przedpiersiu znajduje się rowek, w którym w spoczynku leży kłujka. Tarczka jest małych rozmiarów i trójkątnego kształtu. Półpokrywy mają blaszki kostalne (łac. laminae hypohemelytrales) na brzegach zewnętrznych, drobno oczkowane przykrywki podzielone na pola żyłkami podłużnymi, oraz zakrywkę u form długoskrzydłych zaopatrzoną w 3–5 słabo widoczne, nieformujące komórek żyłki, a u pozostałych form zredukowaną lub niemal całkiem nieobecną. Użyłkowanie skrzydła tylnego odznacza się brakiem żyłki subkostalnej oraz rozdzielnie biegnącymi w części odsiebnej żyłkami radialną i żyłką medialną. Z wyjątkiem rodzaju Miespa śródpiersie ma rowek na kłujkę. Ujścia gruczołów zapachowych zatułowia mają postać szczątkową. Panewki bioder są otwarte. Odnóża są dość krótkie, pozbawione kolców czy zębów, zwykle o dwuczłonowych, tylko u Eopiesma trójczłonowych stopach, zaopatrzonych w parzyste pseudoprzylgi osadzone na płytce unguitraktora.
Odwłok ma ujścia gruczołów umieszczone na tergitach trzecim i czwartym albo czwartym i piątym; są one funkcjonalne u larw jak i osobników dorosłych. Przetchlinki leżą na grzbietowej stronie segmentów odwłoka od drugiego do piątego oraz na brzusznej stronie segmentu siódmego. W przypadku segmentu szóstego mogą być położone grzbietowo lub brzusznie. Samice mają całkowicie podzielone na hemisternity siódme sternum, lancetowate pokładełko, ∩-kształtnie położone gonokoksopodyty drugiej pary oraz nieparzystą, długą, rurkowatą, obrączkowato pomarszczoną spermatekę umieszczoną pośrodkowo. Samce mają symetryczne, prostej budowy, równomiernie zakrzywione paramery podwinięte pod spód tylnej krawędzi bulwiastego pygoforu. Grzbietowa powierzchnia pygoforu zaopatrzona jest w całkowicie błoniasty proktiger. Położony wewnątrz pygoforu symetryczny fallus ma lekko zesklerotyzowaną, rurkowatą fallosomę i cienką, zesklerotyzowaną, rurkowatą, w spoczynku ciasno skręconą wezykę.

## Zachowanie i występowanie
Płaszczyńcowate są fitofagami ssącymi. Do ich roślin żywicielskich należą głównie przedstawiciele komosowatych, w mniejszym stopniu goździkowatych, szarłatowatych, ciborowatych i bobowatych.
Samce mają zdolność wydawania dźwięków dzięki aparatowi strydulacyjnemu złożonemu z poprzecznych guzków na spodzie żyłki kubitalnej skrzydeł tylnych (stridulitrum) oraz pary żeberkowanych, jajowatych płytek w bocznych kątach pierwszego tergitu odwłoka. U samic aparat ów jest silnie zredukowany i prawdopodobnie niefunkcjonalny.
Przedstawiciele rodziny występują we wszystkich krainach zoogeograficznych, ale najliczniej reprezentowani są w Holarktyce i Australii. W Europie stwierdzono 11 gatunków, z których w Polsce odnotowano cztery (zobacz: płaszczyńcowate Polski).

## Taksonomia i ewolucja
Rodzina ta klasyfikowana jest w nadrodzinie Lygaeoidea lub w monotypowej nadrodzinie Piesmatoidea. Zalicza się do niej około 40 opisanych gatunków, zgrupowanych w 10 rodzajach i 2 podrodzinach:
- podrodzina: Piesmatinae Amyot et Audinet-Serville, 1843
  - Afropiesma Pericart, 1974
  - †Eopiesma Nel, Waller & De Ploeg, 2004
  - †Heissiana Popov, 2001
  - Mcateella Drake, 1924
  - Miespa Drake, 1948
  - Parapiesma Pericart, 1974
  - Piesma Lepelitier & Serville, 1825
- podrodzina: Psamminae
  - Psammium Breddin In Schumacher, 1913
  - Saxicoris Slater, 1970
  - Sympeplus Bergroth, 1921

Zapis kopalny rodziny obejmuje dwa eoceńskie gatunki: Heissiana serafini i Eopiesma trimerus, opisane na podstawie inkluzji w bursztynie. W 2008 opisany został gatunek Cretopiesma suukyiae z kredy, który początkowo zaliczono do płaszczyńcowatych, ale już w 2010 przeniesiono do korowcowatych na podstawie analizy fiologenetycznej.

## Znaczenie gospodarcze
Znaczenie ekonomiczne przypisuje się, występującemu również w Polsce, płaszczyńcowi burakowemu (Piesma quadrata). Jest to szkodnik buraków cukrowych i pastewnych, przenoszący wirusa kędzierzawki płaszczyńcowej buraka (BCTV).